# Xanthocryptus cordatus
Xanthocryptus cordatus är en stekelart som beskrevs av Cheesman 1936. Xanthocryptus cordatus ingår i släktet Xanthocryptus och familjen brokparasitsteklar. Inga underarter finns listade i Catalogue of Life.